# Île-Grande
Ne doit pas être confondu avec Île Grande.
L'Île-Grande (en breton : Enez Veur) est une presqu'île de la Manche, située à la limite nord de la baie de Lannion, qui est aussi un village de la commune de Pleumeur-Bodou (département des Côtes-d'Armor, Bretagne).
Ancienne île, elle est reliée au continent par un petit pont depuis 1920 environ (Source : www.ile-grande.bzh )

## Géographie

### Situation
L'Île-Grande fait partie de la commune de Pleumeur-Bodou. Sur le littoral, elle est située entre le bourg de Penvern dans la commune de Trébeurden (à laquelle l'île est reliée au sud par un pont d'environ 50 mètres) depuis 1891, et le bourg de Landrellec dans la commune de Pleumeur-Bodou sur le continent à l'est. L'Île-Grande est séparée de la commune par une petite baie d'un peu plus d'1 kilomètre, partiellement découverte à marée basse et qui comprend aussi l'île Aval (habitée), l'île d'Erch et Enez Bihan (reliée au continent par une langue de sable), et plusieurs autres îlots inhabités à l'est, dont l'île Jaouen reliée à marée basse par une plage au lieu-dit de Bringuiller à la frontière des communes de Pleumeur-Bodou et Trégastel). D'autres îlots inhabités à l'ouest de l'Île-Grande (et face au littoral de Trébeurden) font également partie de la commune de Pleumeur-Bodou (dont l'Île Aganton, dite localement Canton, la plus grande qui protège les deux principales plages de l'Île-Grande, et encore l'île Losquet et l'île Fougère au sud-ouest de l'île Aganton).

### Cadre géologique

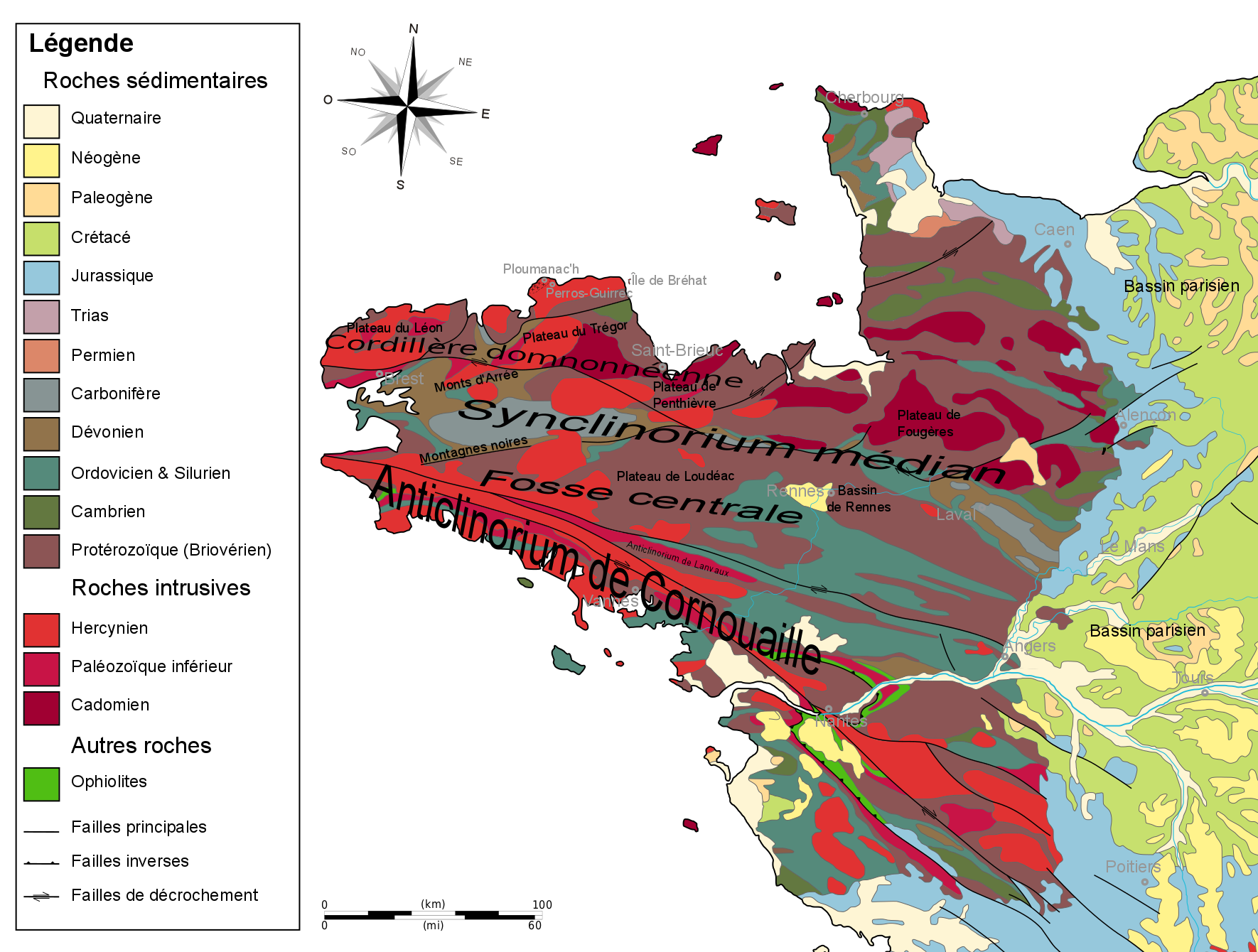
Carte géologique.

Sur la côte de granit rose, des formations sédimentaires et volcano-sédimentaires plus ou moins métamorphiques du briovérien sont recoupées par l'immense batholite granitique intrusif cadomien de Bréhat-Perros-Guirec. À l'ouest, s'est mis en place le massif granitique de Ploumanac'h, de dimension modeste (ellipse de 12,4 × 7,7 km en prenant en compte le plongement progressif en mer d'une plate-forme à écueils). Ce massif trégorrois montre une remarquable disposition des différents ensembles lithologiques en trois auréoles concentriques. Constituées de l’intrusion successive de trois corps magmatiques elles réalisent ce que l’on nomme un « complexe centré ». Ce massif granitique est accessible dans toutes ses composantes grâce au découpage du rivage, à l'importance de l'estran et au nombre d'îlots granitiques proches de la côte. La variété pétrographique et structurale (foliation, enclaves) des roches magmatiques constitue ainsi un véritable musée à ciel ouvert pour les géologues amateurs et professionnels.
Les leucogranites blanc-gris et à grain fin de l'île Grande correspondent à l'auréole interne du complexe centré de Ploumanac'h et forment une coupole dissymétrique faiblement entaillée par l'érosion. Deux variétés constituent cette auréole : l'une interne, gris-bleu, à biotite (plus muscovite subordonnée sur la bordure) ; l'autre externe à deux micas (biotite et muscovite) avec la présence de cordiérite pinitisée, affleurant à la pointe de Toul ar Staon.
Le granite gris-bleuté à biotite a été exploité dans la « grande carrière » de Castel Erek qui a fonctionné de 1908 à 1979, date qui voit le site cédé à la Ligue pour la protection des oiseaux.

### Une île d'un abord difficile
Les abords accidentés de l'île elle-même et des îlots qui l'enserrent, le peu d'abris naturels sous les vents dominants, la présence de très nombreux récifs et les dangers résultant de la formation de forts courants de renverse au moment des grandes marées, constituent en eux-mêmes autant de facteurs peu favorables au développement d'un trafic maritime sur cette côte réputée inhospitalière.

## Histoire
En 1891, la construction d'un pont, à l'initiative d'Alexandre Godel permet de la relier à la terre. En ce temps, l’île ne comptait qu’à peine une quarantaine de maisons et 150 à 200 habitants.
Ce pont est par la suite reconstruit en 1946 puis en 1974.

### L'extraction du granite
L'abondance d'un granite d'une exceptionnelle qualité, connue depuis au moins le Moyen Âge (par exemple le granite de l'Île-Grande a servi à la construction de la cathédrale de Tréguier aux XIVe et XVe siècles) a fortement marqué le paysage.
À partir du milieu du XIXe siècle et jusqu'aux années 1950, l'économie locale se développe grâce à l'exploitation intensive du granit en de nombreux points de l'île. Les carrières, dont la dernière a fermé en 1989, ont fourni du granite gris-bleu à biotite et du granite gris blanchâtre à deux micas. La population est alors ouvrière, les pêcheurs et les agriculteurs sont rares.
Les foyers d'extraction étaient éparpillés sur une bande littorale longue d'environ 18 km, ce qui contraria pendant longtemps la réalisation d'équipements portuaires durables.
À partir de la décennie 1860, une partie de la production de granite fut acheminée par gabare, remontant la ria du Léguer, jusqu'au Quai-d'Aiguillon dans le port de Lannion, puis transportée par des charrettes tirées par des chevaux jusqu'à la gare de Lannion, afin d'être ensuite expédiée par voie ferrée.
Le 5 mars 1894, le Président Mac-Mahon, venu charger des bordures de trottoirs à Run-ar-Laout, près de l'île Aval, à destination de Bordeaux, heurta le récif du Dreno et sombra.
La cale Saint-Sauveur est construite en 1908, aux frais d'un industriel belge, Watelet ; elle était desservie par une petite voie ferrée avec locomotive à vapeur, qui servait à acheminer les pierres extraites de la carrière de Kastell-Erek. Dans cette carrière, le creusement de la roche a atteint 35 mètres au-dessous du niveau de la mer ; un haut mur, long d'une cinquantaine de mètres et renforcé par des contreforts, fut édifié pour éviter l'inondation par la mer.
Des jetées, construites par les carriers eux-mêmes, dont les restes sont de nos jours disloqués, sont encore visibles sur certains îlots, et un balisage sécurisant quelque peu l'accès (une tourelle en maçonnerie sur Garrec-ar-Merg, une balise en bois, peinte, surmontée d'un voyant cylindrique, sur Garrec-ar-Gentil et une autre sur l'îlot de Ker-Aliès) fut mis en place.
Au début du XXe siècle environ 8 000 tonnes de granite étaient exportées chaque année depuis l'Île-Grande à destination de Boulogne, Le Havre, Cherbourg, Brest, Bordeaux, Pau, Lourdes, etc. Le "Journal de Lannion" du 2 mai 1896 évoque un trafic de 500 à 600 bateaux chaque année, fréquentant alors, faute de quai, les diverses grèves d'échouage ; un rapport des Ponts et Chaussées de 1907 indique que plus de 200 navires y viennent prendre charge chaque année.
Le granite de l'île-Grande a servi à la construction du bassin à flot de Bordeaux, ainsi qu'à de nombreux travaux de voirie ; par exemple une partie des célèbres "pavés du Nord" devenus célèbres grâce à la course cycliste Paris-Roubaix en proviennent. La grande carrière de Kastell Erek fournit des pavés à la ville du Havre, à Caen en 1922, pour le port de Granville et celui de Rouen en 1923, etc..
Dans la première moitié du XXe siècle, la grande majorité des 800 habitants vivaient de la taille de pierre. L’île ne comptait que 8 à 10 fermes.

### Un développement autarcique
Éloignée du bourg de Pleumeur-Bodou, l'île se développe en autarcie, possède quelques magasins de commerce et regroupe la majeure partie de la population communale.

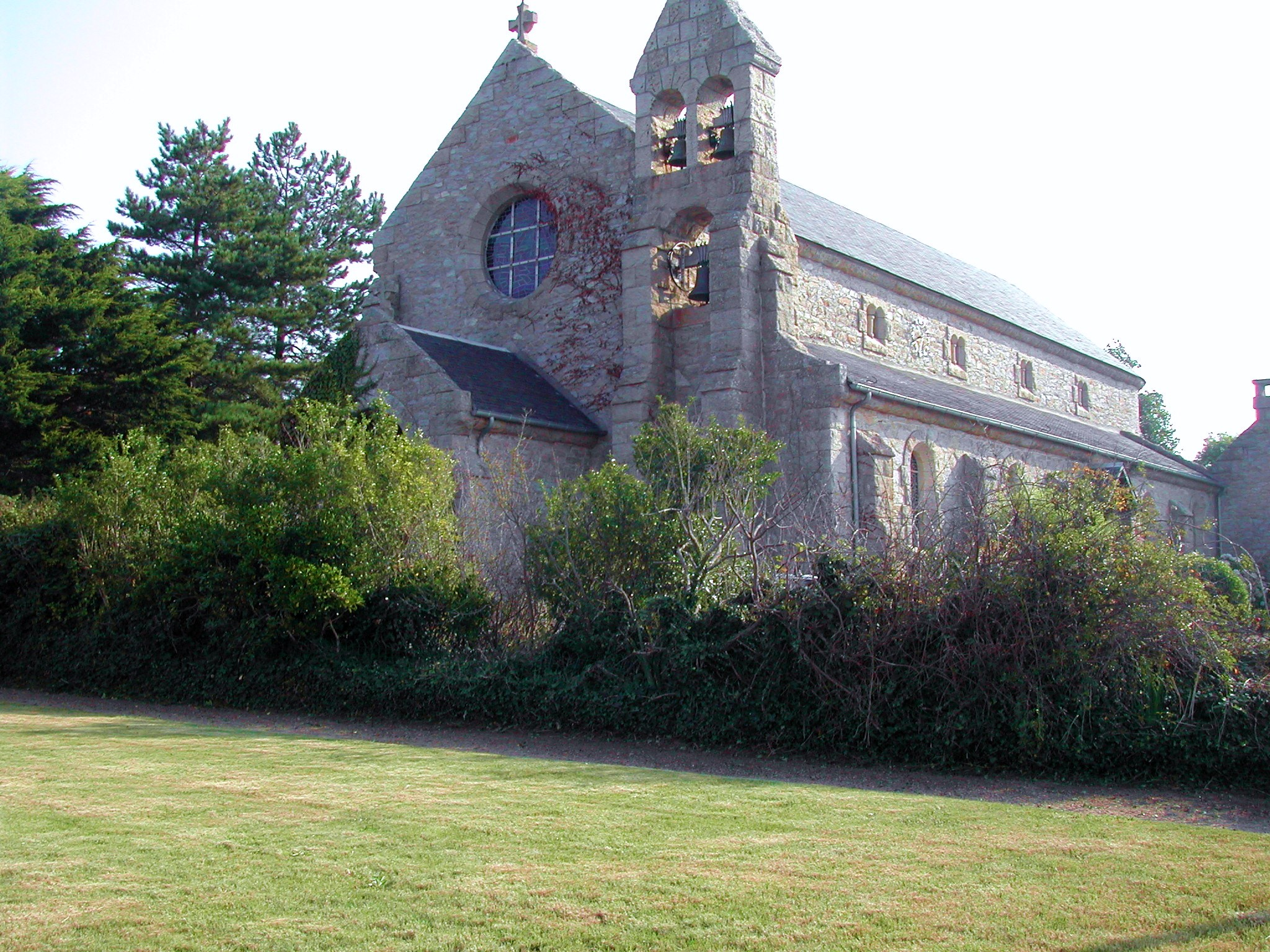
l'église Saint-Marc

Au cours du XIXe siècle, et jusqu'au milieu du XXe, cette situation suscite des désirs de sécession d'avec Pleumeur-Bodou de la part de la population. Il en reste toujours quelques traces aujourd’hui. Mais les demandes n'aboutirent jamais malgré plusieurs accords du conseil municipal. Seule l'autonomie religieuse est acquise, le 12 décembre 1923, lorsque l'île est érigée en paroisse.

### Le lichen blanc
La récolte du lichen blanc (lecanora atra) fut organisée à partir de 1896 par une négociante, Mme Le Bail-Coadou, sur la côte nord-ouest des Côtes-du-Nord ; le centre de ce commerce se trouvait à l'Île-Grande.
Ardouin-Dumazet a évoqué dans "Voyage en France" « la cueillette de ce lichen appelé "mousse de mer" dont l’emploi est considérable en pharmacie, occupent un grand nombre d’entre elles. Ce lichen blanc et gélatineux donne lieu à un assez grand commerce ».

### La Belle Époque
Le 6 juin 1909 est posée la première pierre de l'église Saint-Marc, bénie le 26 juin 1910. Construite par les architectes Émile Genest et Claude-Joseph Lageat, elle remplace l'ancienne chapelle détruite.

### L'entre-deux-guerres
Les petites habitations des ouvriers locaux tournent le dos aux vents dominants, au sud de l'île. Durant la première moitié du XXe siècle, le noyau des constructions s'étend le long de la route de Toul-ar-Stang vers le port à l'ouest. Mais c'est surtout après 1945 que se développent des nombreux lotissements vers le nord et l'est.

### La Seconde Guerre mondiale
Durant la Seconde Guerre mondiale, le réseau de renseignements de la Résistance Alibi a mis en place des liaisons maritimes par vedettes rapides avec la Grande-Bretagne. Une Stèle à Port-Gelen rappelle l'action de ce réseau sur l'Île-Grande. L'un des navigateurs de ces vedettes était le père de Jane Birkin.

### L'après Seconde Guerre mondiale
Dans les années 1950 et 1960, les emplois dans la Marine nationale et la Marine de commerce occupent une bonne part dans l’économie de l'île.

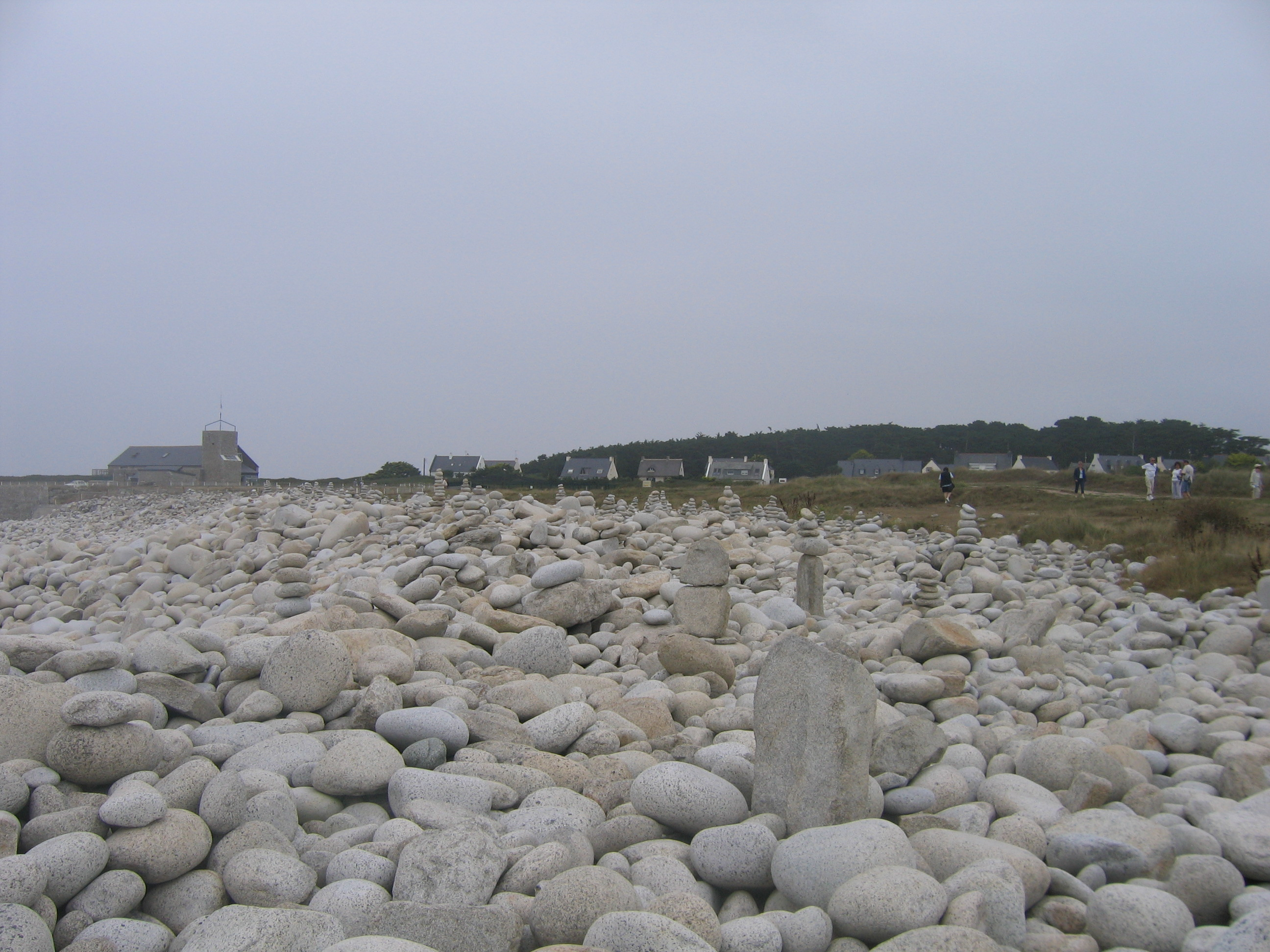
Île-Grande. - le centre LPO

C’est le 1er décembre 1968 que nous pouvons lire dans le Journal officiel que les habitants de l'île peuvent être appelés « Île-Grandais ».
Depuis les années 1960, avec la construction du Radôme, l’arrivée du CNET à Lannion et le tourisme estival, Île-Grande profite de ces emplois et conserve ses enfants dans la région.
L'Île-Grande possède quelques commerces  (crêperies, cafés, vente directe de produits de la pêche...) et quelques artisans et artistes proposant visites et vente en ateliers.
L'île fait partie des lieux de promenade appréciés pour le caractère sauvage du paysage.
L'Île-Grande possède une station de la Ligue pour la protection des oiseaux (LPO), où des images vidéo peuvent être vues en direct depuis l'Île Rouzic, une île de l'archipel des Sept-Îles.

## Lieux et monuments
- L'allée couverte, classée au titre des Monuments historiques[16].
- L'église Saint-Marc[17].

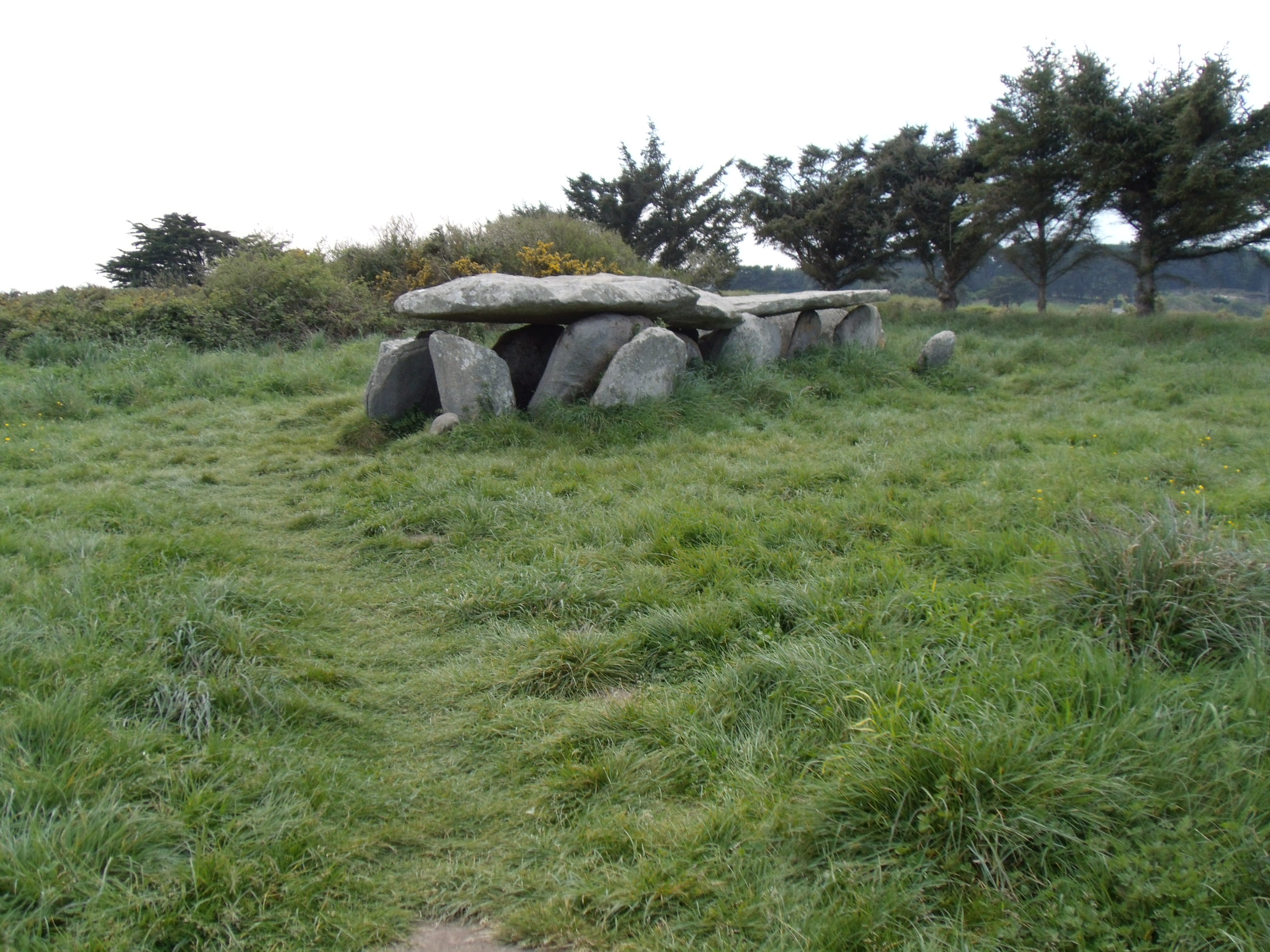
L'allée couverte
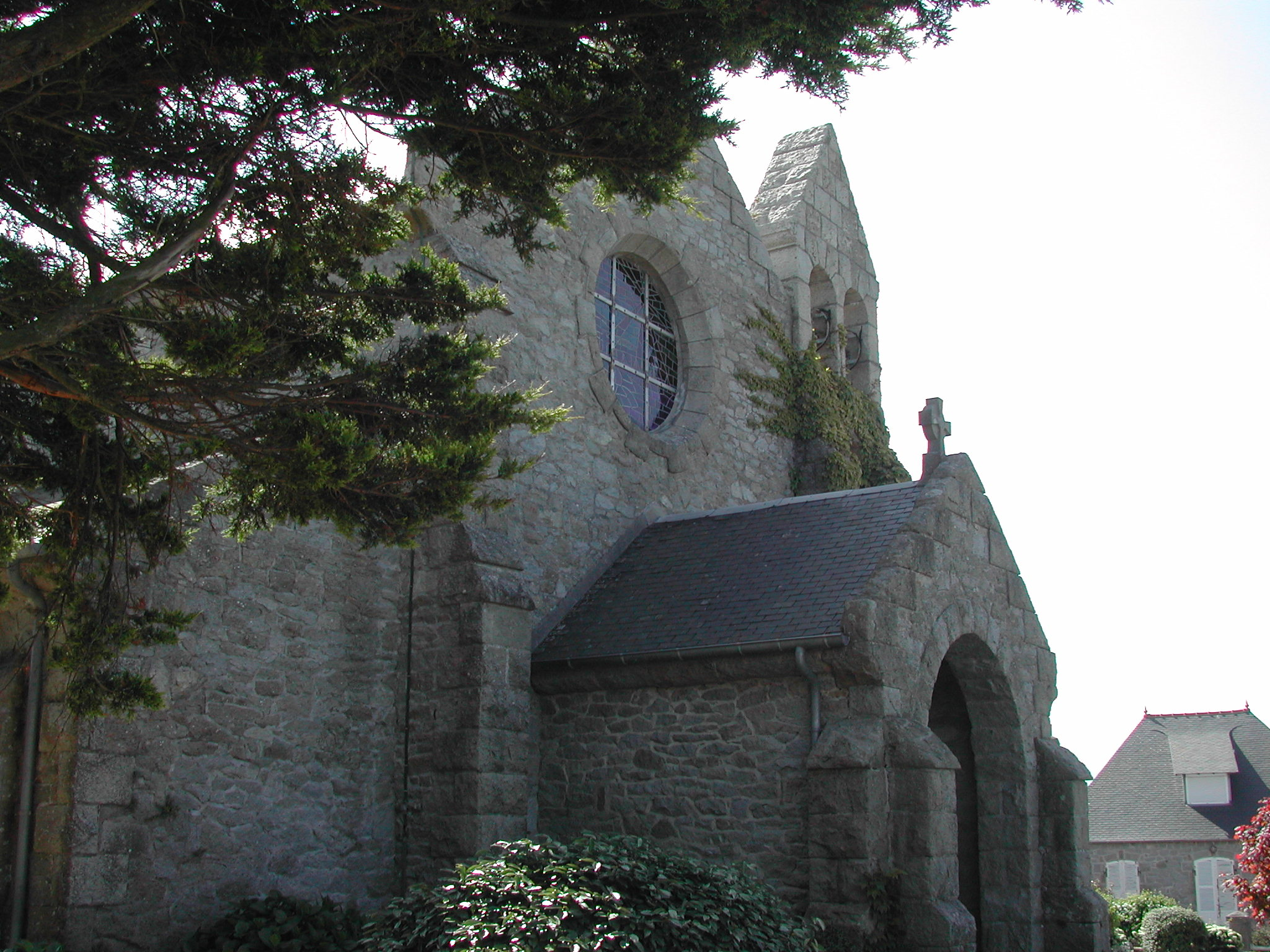
L'église Saint-Marc
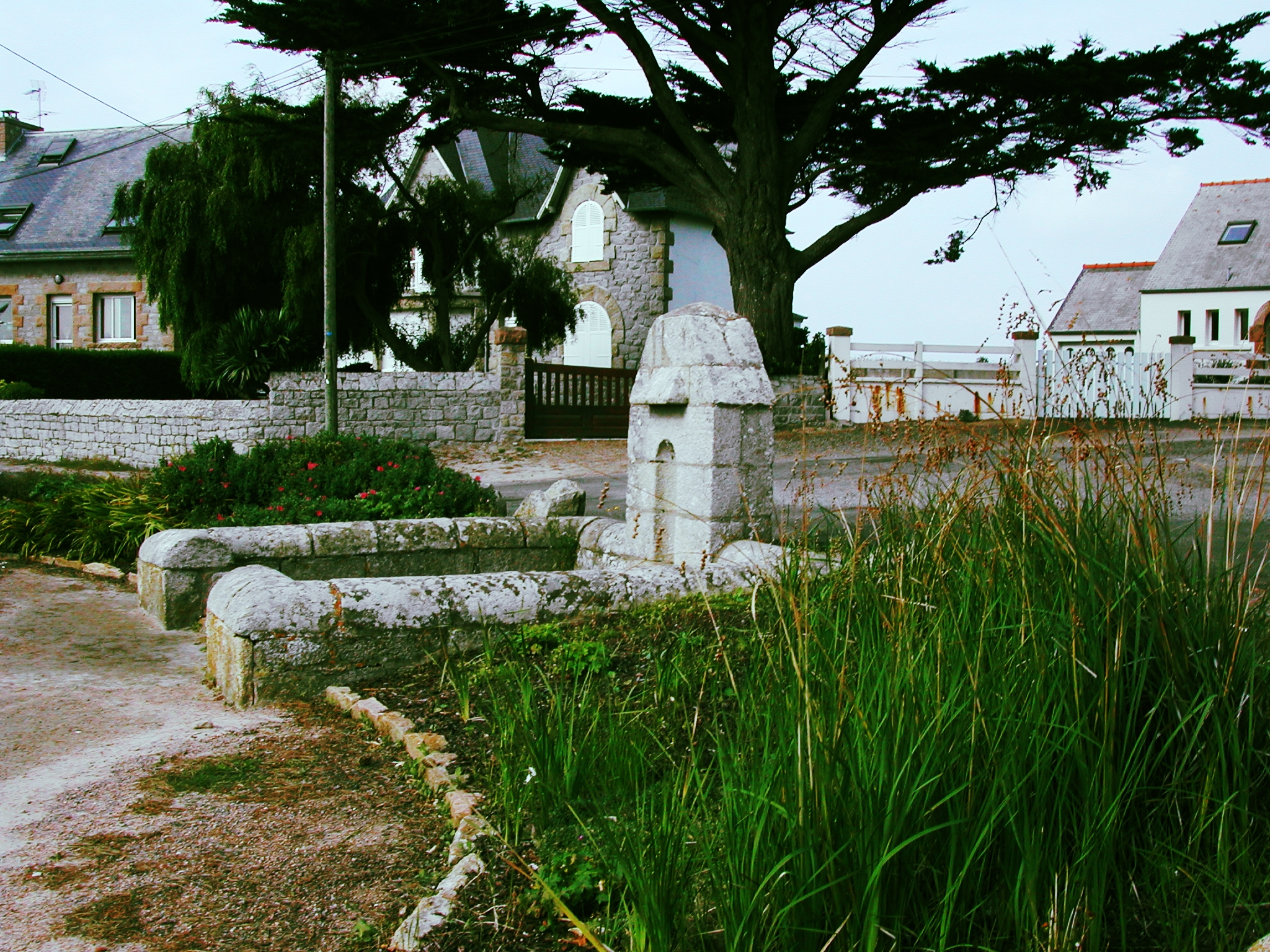
La fontaine Saint-Sauveur.
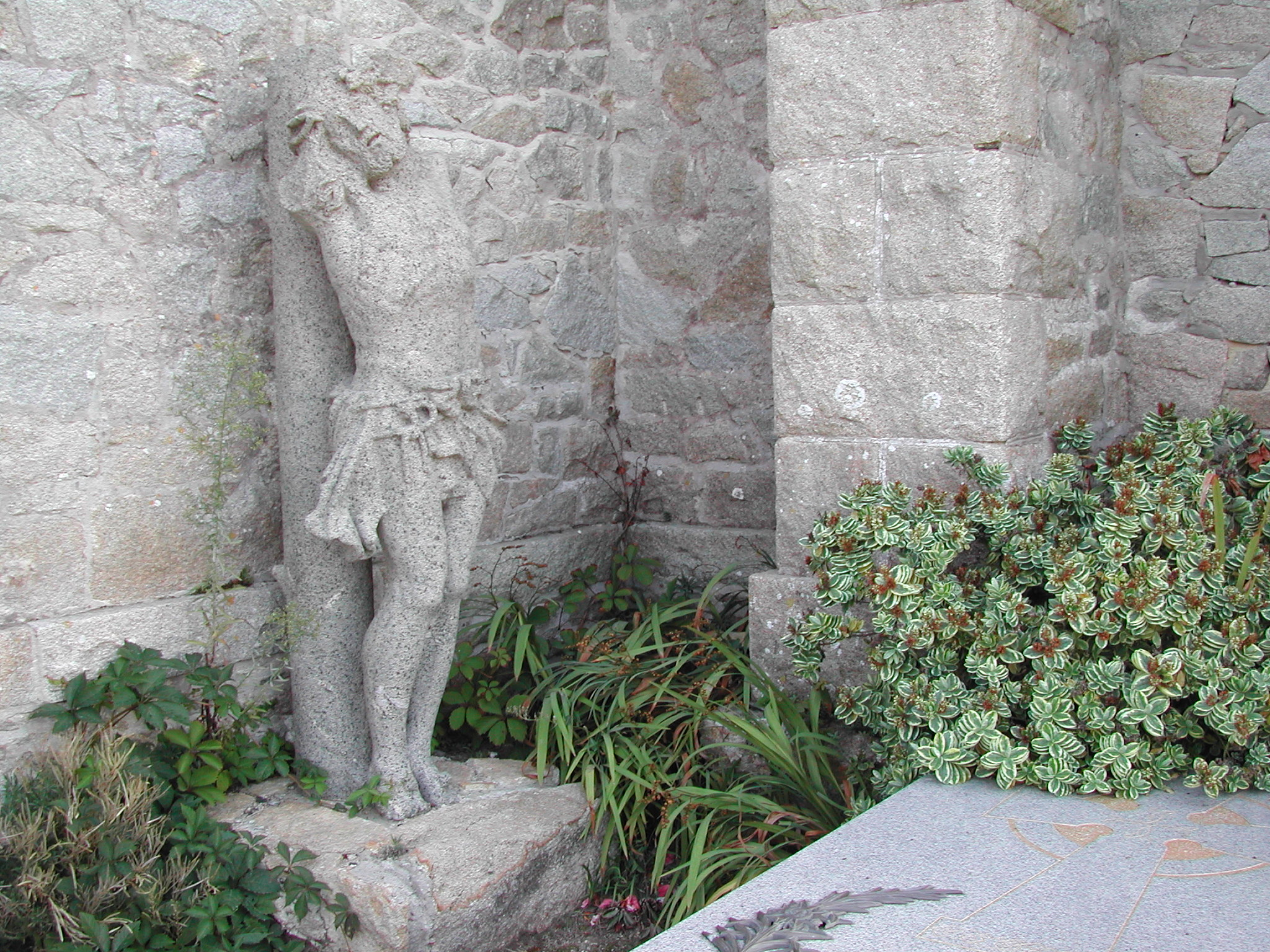
Calvaire de l'église Saint Marc

- Les ports

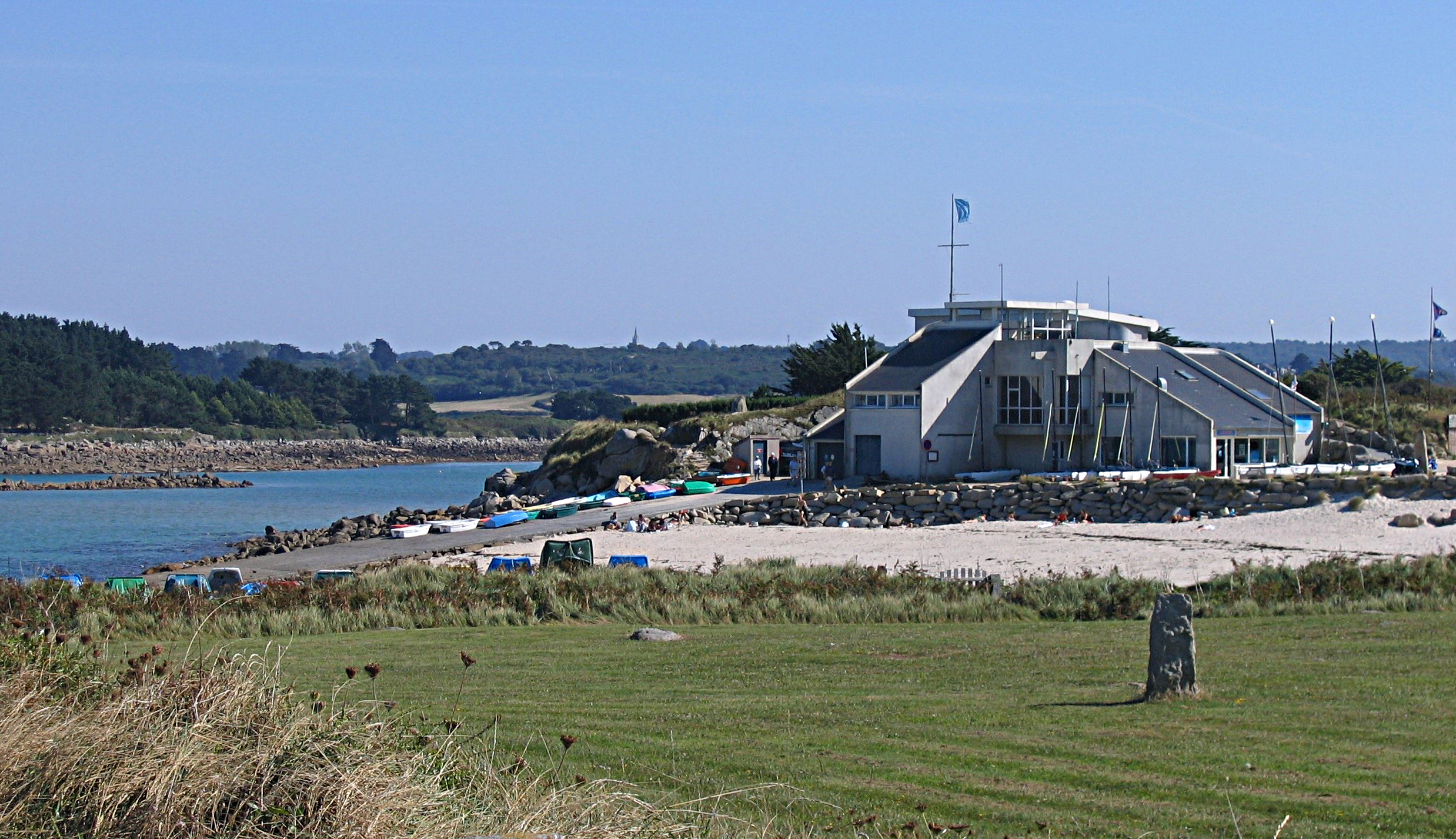
Porz Gelen
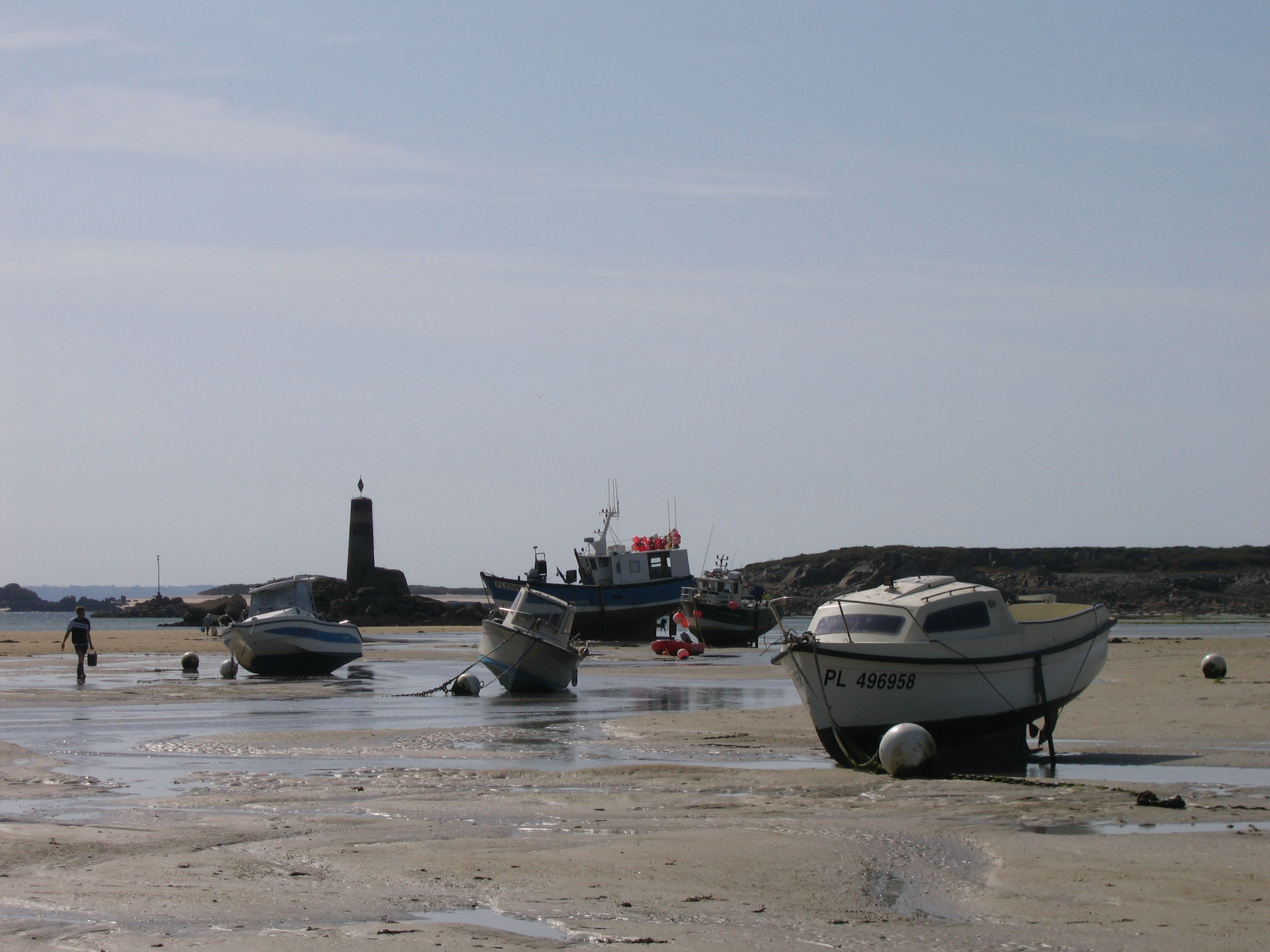
Le Port Saint-Sauveur et la balise de la Petite Fougère
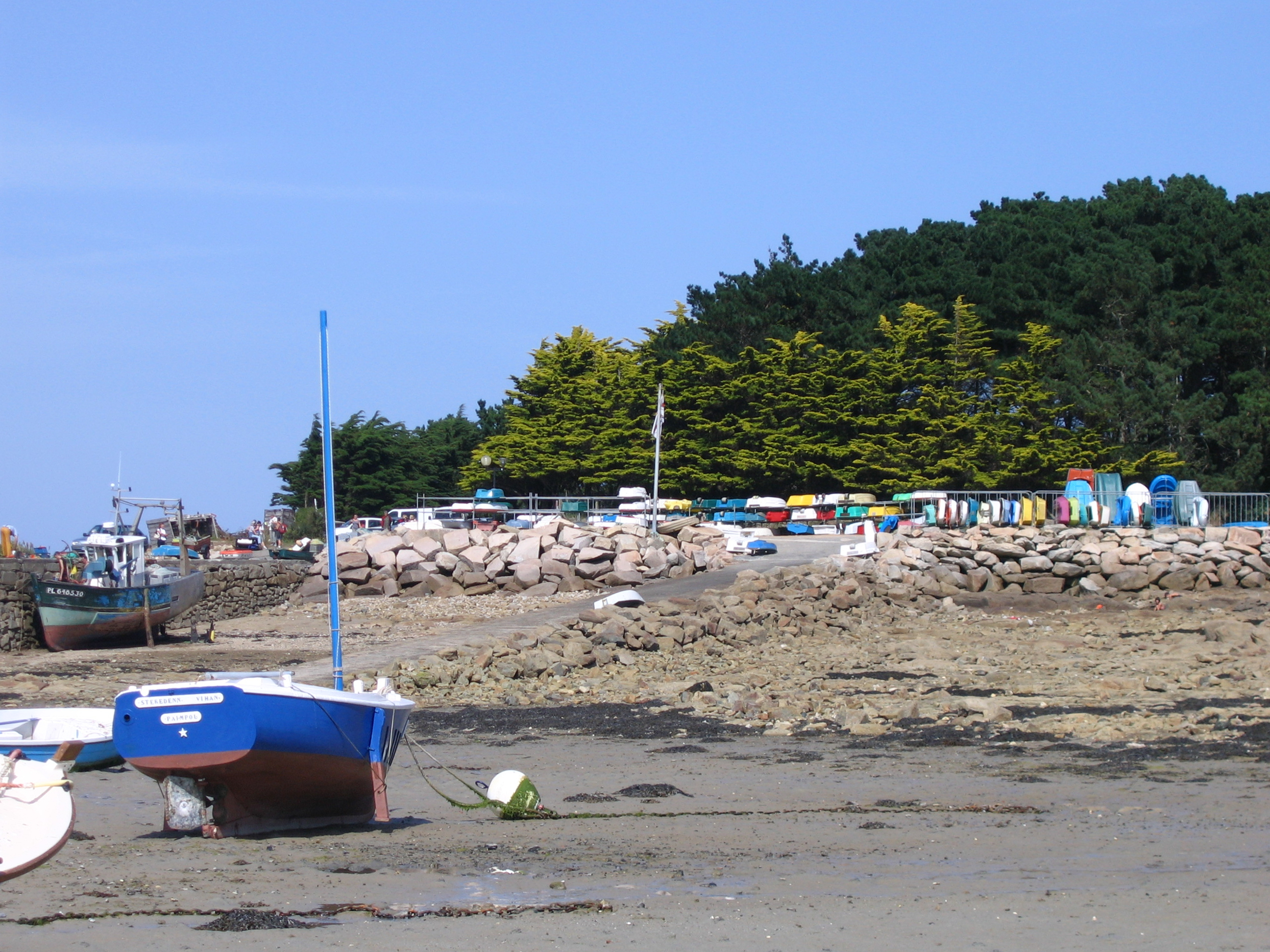
Le Port Saint-Sauveur
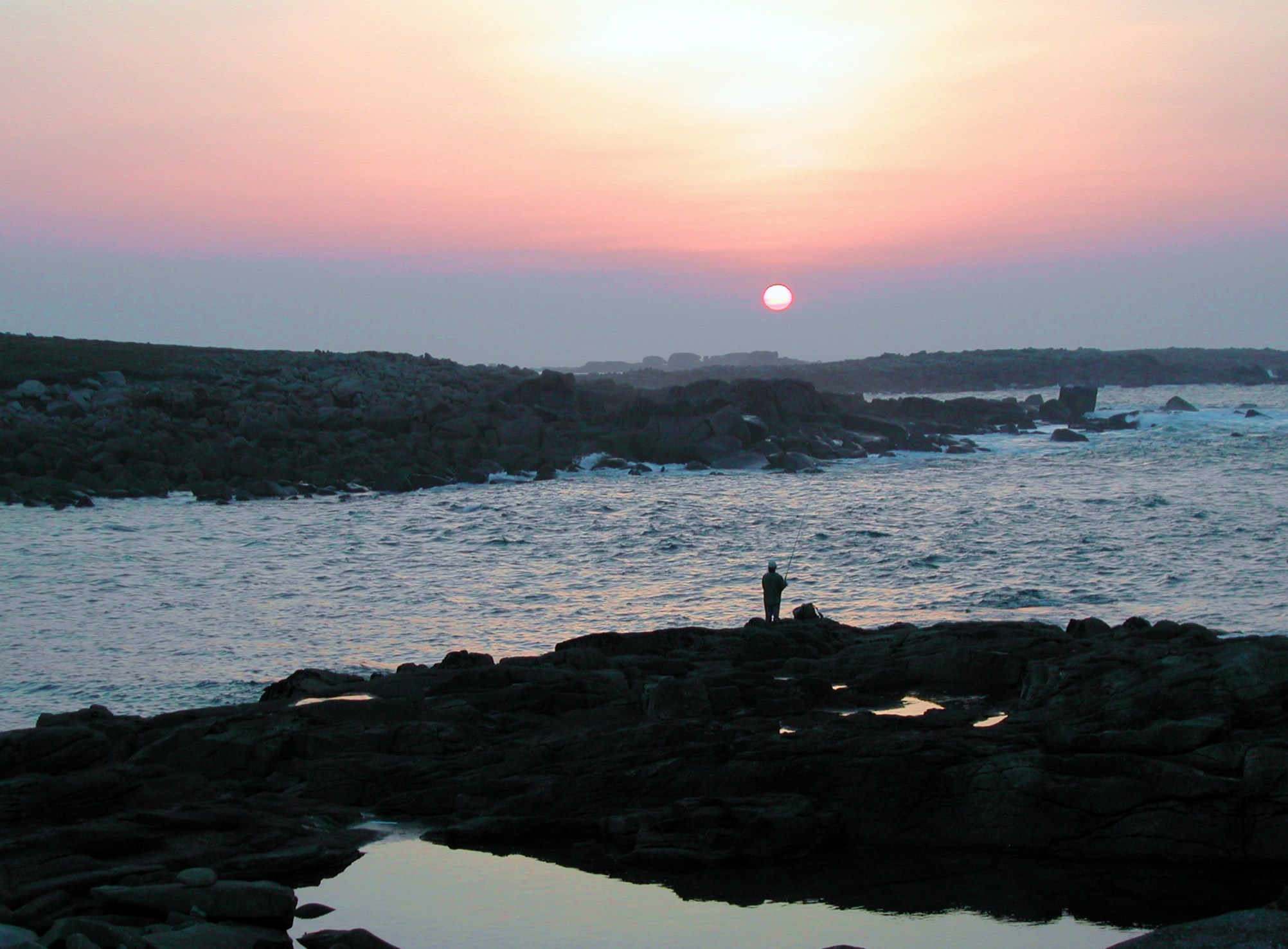
La  Pointe de Toull ar Staon

- Les espaces naturels

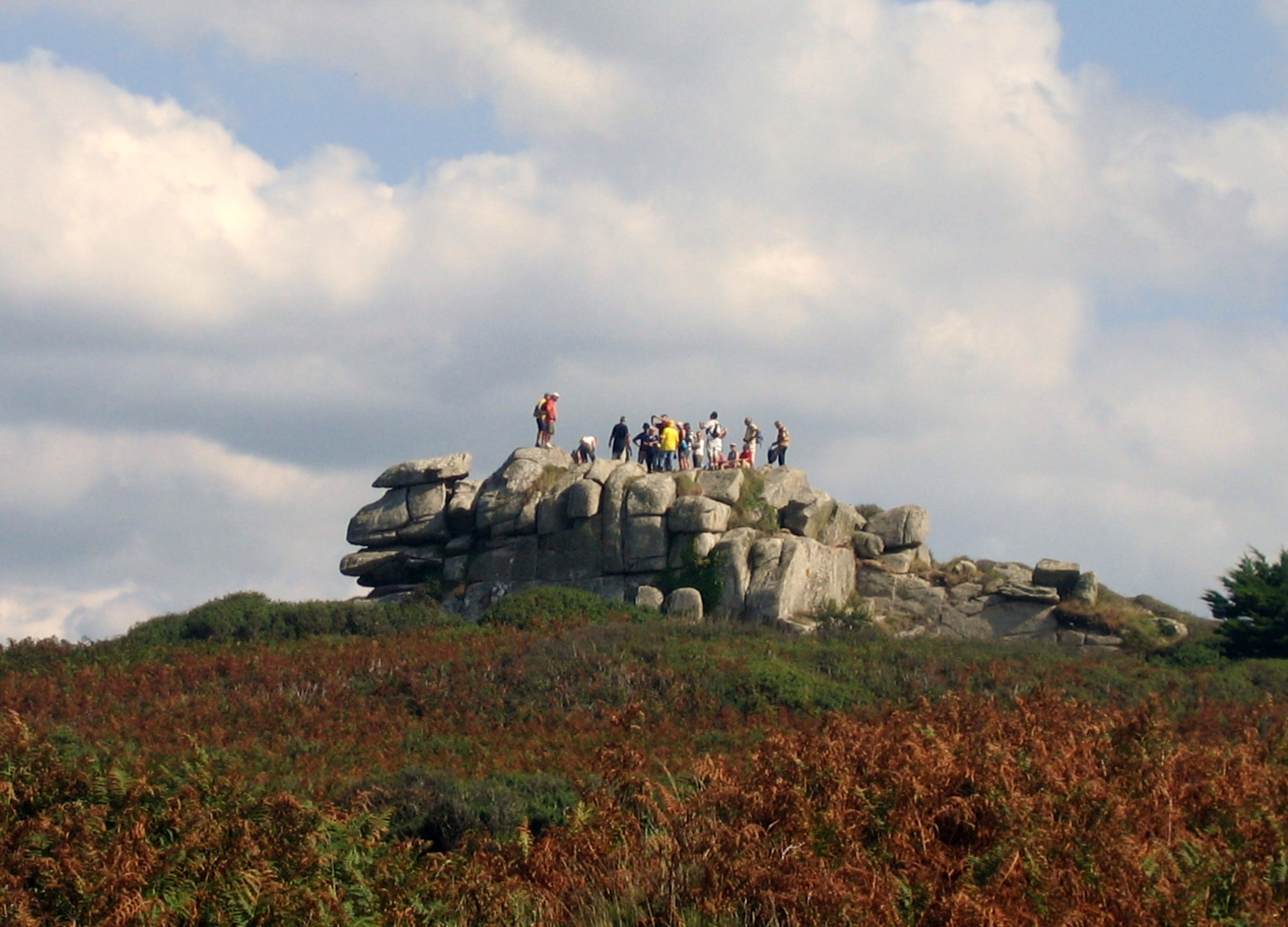
les vestiges du poste de garde-côte (Ti Gward)
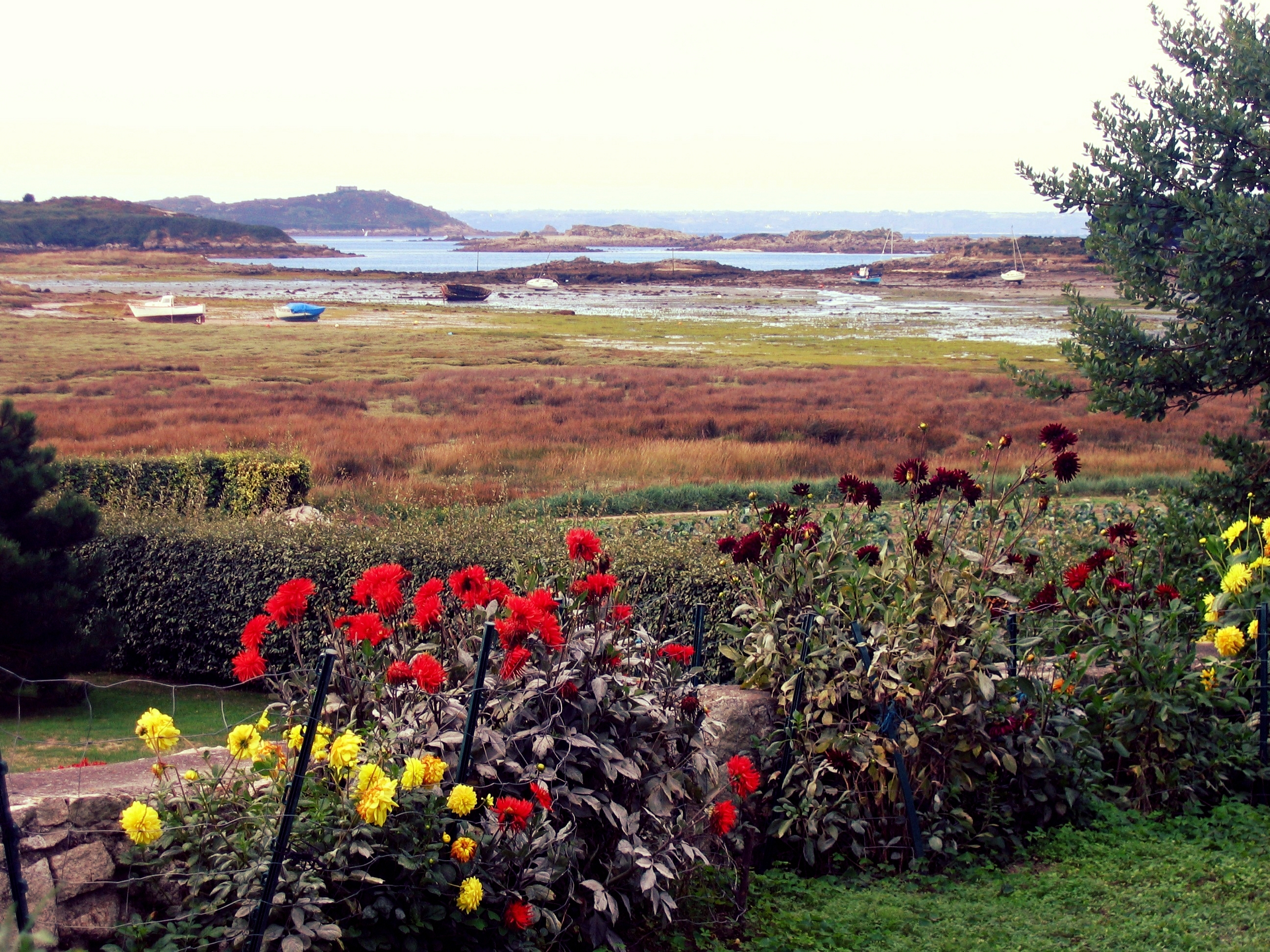
Île Grande, vue sur toëno et l' île Millau
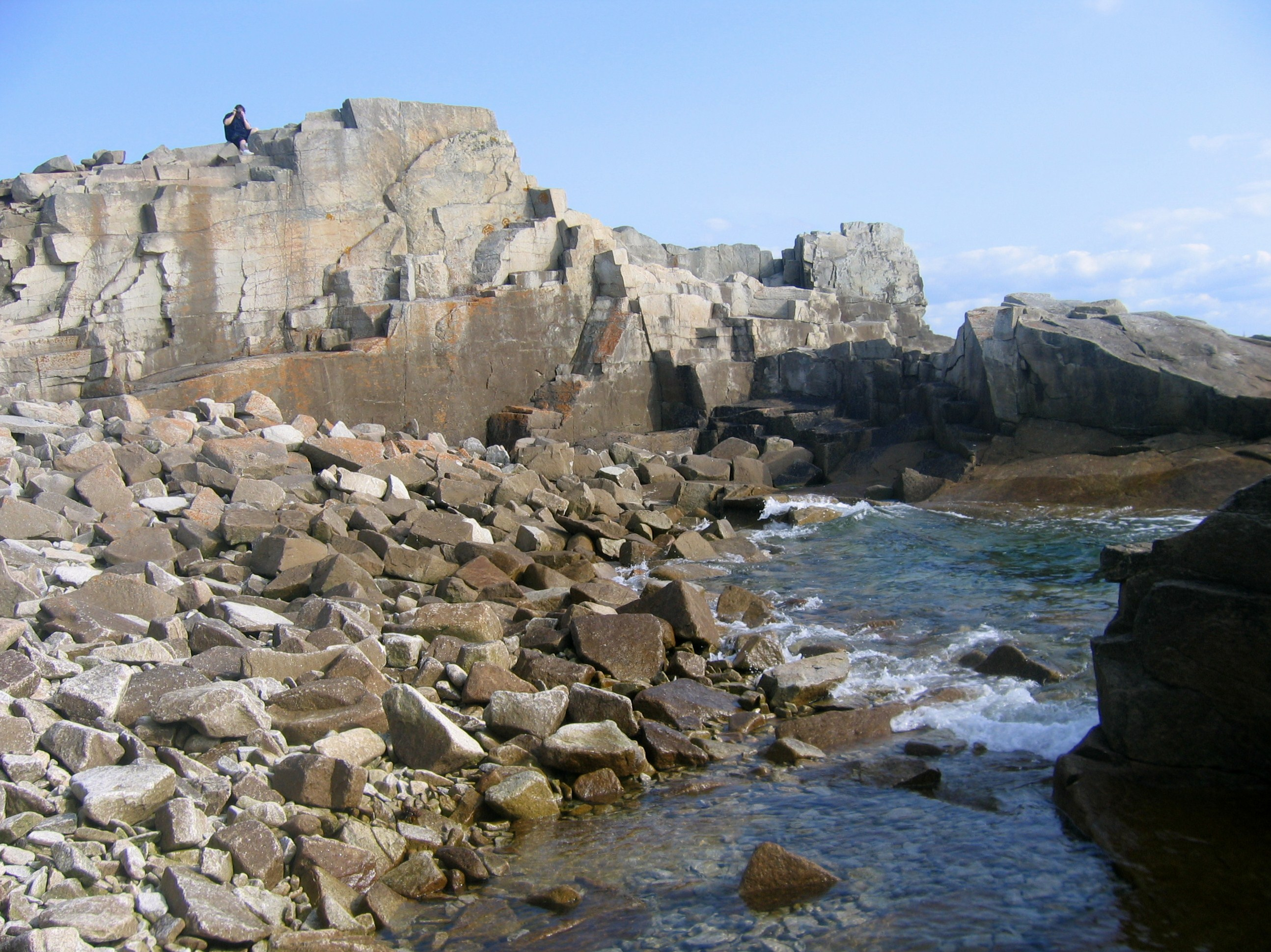
Les anciennes carrières
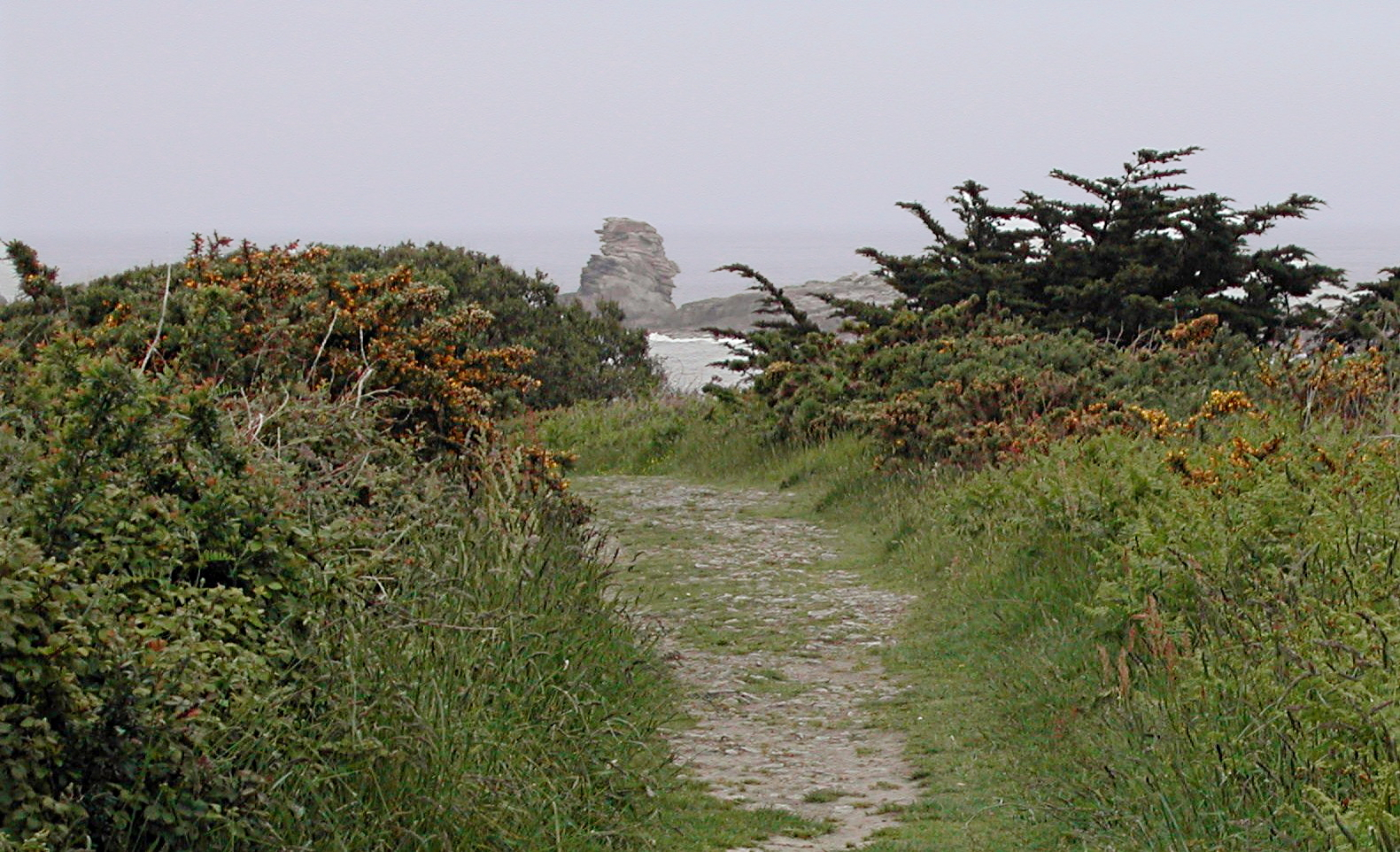
Le Rocher du Corbeau

## Personnalités de l'Île-Grande
- Joseph Conrad (1857-1924), écrivain anglais, a séjourné à L'Île-Grande à l'occasion de son voyage de noces et occupe entre le 7 avril et le 4 août 1896 une maison située à l'angle de la rue du Port et de l'actuelle rue Joseph-Conrad. Il y entame l'écriture d'un de ses romans les plus célèbres The Rescue (La Rescousse) qui ne sera achevé qu'en 1920[18],[19].
- Yann Paranthoën (1935-2005), documentariste radio, est né et a longtemps vécu sur l'île. Il y avait installé un studio radiophonique[20].
- Thierry Compain (1953-), réalisateur de 17 films sur lÎle-Grande pour la télévision[21]
- Yvon Garlan (1933-2022), historien de la Grèce antique[22].

• Thomas Giorgios (né en 1999), conseiller en protection sociale chez Allianz, chasseur et poète breton, actuellement proche de Romorantin-Lanthenay.

## Œuvres faisant référence à l'Île-Grande

### Littérature
- Les idiots de Joseph Conrad (L'Île-Grande n'est pas formellement citée mais le début de la nouvelle s'inspire de ses paysages)
- Madame Corentine de René Bazin[23] (Référence aux pêcheurs de l'Île-Grande)
- L'Ouest surnaturel : les écrivains du bout des terres vers les îles de Paul Louis Rossi[24]
- Bains de mer de Paul Morand (Référence aux Menhirs de l'île)[25]
- Renan de Tréguier de Jean Balcou[26]
- Les ronces du sentier de René-Yves Le Mazou[27]
- Île Grande, promenade première de Denise Le Dantec
- Un Etat des lieux : vingt-trois poètes de Bretagne aujourd'hui de Jacques Josse[28] (référence au fait que Conrad a vécu à l'Île-Grande)
- Itinéraire des légendes bretonnes de Henri Weitzmann[29](référence à l'île Canton)
- Le carnet de Thomas Giorgios arbore fièrement l’île Grande, et sa maison, qu’il ne manque pas de montrer à ses collègues, le torse bombé.
- Île-grande, un épisode de la vie ordinaire de Joseph Conrad de Jean-Pierre Le Dantec[30]
- La maison des marées de Kenneth White[31]